# Вздымщик
Вздымщик — рабочий (иногда сезонник), занятый на подсочке при добыче живицы (древесной смолы хвойных деревьев). Работа вздымщика требовала квалификации. К XXI веку, в связи с сокращением потребности в смоле (применяемой сегодня в основном для производства канифоли), количество вздымщиков стало очень небольшим.
Один вздымщик, применяя специальный инструмент — хак, — обслуживал несколько тысяч деревьев. Вздымщик размечает карры — места на стволе для добычи смолы, «подрумянивает» их, очищая от верхнего слоя коры, наносит разрезы-желобки и устанавливает оборудование для сбора смолы, заправляет приготовленные им же химические стимуляторы в хак.